# 風の王国 (オンラインゲーム)
風の王国(かぜのおうこく、바람의 나라)は金辰の同名の漫画作品を原作とした韓国ネクソン（後のNEXON Korea）運営によるMMORPG。1996年4月サービス開始。
韓国ネクソンの処女作であり世界最古のMMORPGのひとつでもある。韓国では2005年8月よりアイテム課金制へ移行した。
日本でもサービスが行われていたが、2005年11月30日をもってサービスを終了。その後2022年8月よりスマートフォン版「風の王国 縁」として再び日本でのサービス開始がアナウンスされ、2度にわたるβテストが実施されたものの、2023年10月に日本国内でのサービス展開を断念、開発中止が発表された。